# Indotyphlus maharashtraensis
Indotyphlus maharashtraensis és una espècie d'amfibis gimnofions de la família Caeciliidae. És endèmica dels Ghats Occidentals, en l'Índia.